# 500 Milhas de Indianápolis de 2018
A 102ª edição das 500 Milhas de Indianápolis (creditada oficialmente como "102nd Indianapolis 500 presented by PennGrade Motor Oil") foi a sexta etapa do calendário de corridas da temporada de 2018 da IndyCar Series. Disputada no dia 27 de maio no Indianapolis Motor Speedway, localizado na cidade de Speedway, em Indiana, teve como vencedor o australiano Will Power, da equipe Penske.
O piloto japonês Takuma Sato, vencedor da edição de 2017 pela Andretti Autosport e que tentava o bicampeonato da prova, abandonou depois de bater no carro de James Davison.
Entre os novatos, o melhor desempenho foi do canadense Robert Wickens, que terminou a corrida em 9º lugar. Com os abandonos de Hélio Castroneves e Tony Kanaan, Matheus Leist, da A. J. Foyt Enterprises, foi o único piloto brasileiro a terminar as 500 Milhas, em 13º.

## Pilotos inscritos
Além dos 20 pilotos que disputarão a temporada completa, inscreveram-se para a corrida:
- James Davison (A. J. Foyt Enterprises): tentará pela quinta vez a classificação para o grid das 500 Milhas pela Foyt (antes, disputou a prova por Dale Coyne - nesta última, foram três participações - e KV Racing, em 2014), que inscreveu um terceiro carro em associação com Jonathan Byrd's Racing, Hollinger e Belardi Auto Racing, que disputa a Indy Lights.[3][4]
- Stefan Wilson (Andretti Autosport): o irmão de Justin Wilson tentará competir pela terceira vez nas 500 Milhas de Indianápolis[5] - em 2013, correu na Dale Coyne e, em 2016, representou a KVSH Racing.
- Carlos Muñoz (Andretti Autosport): o colombiano, que não encontrou vaga para disputar a temporada 2018, assinou com a Andretti Autosport para disputar a prova,[6] onde foi o segundo colocado em 2013.
- Zachary Claman DeMelo (Dale Coyne Racing): inicialmente inscrito para nove corridas, o canadense foi escolhido como substituto do lesionado Pietro Fittipaldi para outras quatro, entre elas a etapa no circuito misto e as 500 Milhas de Indianápolis.[7]
- Pippa Mann (Dale Coyne Racing): novamente inscrita com a Dale Coyne, a inglesa disputará a sexta edição consecutiva das 500 Milhas com a equipe.
- Conor Daly (Dale Coyne Racing): assim como Carlos Muñoz, ficou sem vaga para a temporada completa. Em março, assinou com a Dale Coyne apenas para as 500 Milhas,[8][9] em associação com a Thom Burns Racing.
- Sage Karam (Dreyer & Reinbold Racing): pela terceira edição seguida, o norte-americano disputará apenas a Indy 500 com a Dreyer & Reinbold, novamente sem apoio de outra equipe.[10]
- J. R. Hildebrand (Dreyer & Reinbold Racing): sem vaga depois que foi dispensado da Ed Carpenter Racing, o segundo colocado das 500 Milhas de 2011 foi inscrito apenas para a corrida de 2018.[11] Com sua participação, o Bump Day volta a ser disputado após quatro anos de ausência.
- Danica Patrick (Ed Carpenter Racing): após seis anos sem guiar um monoposto, a norte-americana confirmou que disputaria as 500 Milhas pela ECR,[12] em sua despedida do automobilismo.
- Kyle Kaiser (Juncos Racing): campeão da Indy Lights de 2017, é o segundo novato inscrito para a Indy 500, participará de outras duas corridas.
- Jack Harvey (Michael Shank Racing): participou da edição de 2017 da Indy 500 em associação com a Andretti Autosport, e tentará pela segunda vez a classificação para a corrida, desta vez com suporte da Schmidt Peterson Motorsports.
- Oriol Servià (Rahal Letterman Lanigan Racing): assinou com a RLL somente para disputar a prova, em associação com a Scuderia Corsa.[13]
- Jay Howard (Schmidt Peterson Motorsports): o inglês volta à categoria para tentar novamente uma vaga no grid pela Schmidt Peterson Motorsports, em que correu em 2017 e se envolveu num violento acidente com o neozelandês Scott Dixon.
- Hélio Castroneves (Team Penske): após 20 temporadas na Indy (quatro na CART e 16 na IRL/IndyCar), o brasileiro optou em correr no SportsCar pela mesma Penske. Além das 500 Milhas de Indianápolis, no qual tentará vencer pela quarta vez na carreira, disputou a corrida no traçado misto, terminando em 6º.[14]

### Não participaram da corrida
- Pietro Fittipaldi (Dale Coyne Racing): tendo participado da etapa de Phoenix, disputaria mais cinco provas,[15] incluindo o GP no traçado misto de Indianápolis e as 500 Milhas, na qual o neto de Emerson Fittipaldi faria sua estreia na prova, vencida por seu avô em 1989 e 1993. Com o grave acidente sofrido no treino para as 6 Horas de Spa-Francorchamps, na qual fraturou as duas pernas, o jovem piloto brasileiro foi retirado da lista de inscritos. Até a escolha de Zachary Claman DeMelo para pilotar o #19, Tristan Vautier, Matthew Brabham, Katherine Legge e Ryan Briscoe figuravam entre os prováveis substitutos, enquanto Santiago Urrutia, Patricio O'Ward e Colton Herta (todos da Indy Lights) corriam por fora.[16]
- Buddy Lazier (Lazier Partners Racing): aos 50 anos de idade, o vencedor das 500 Milhas em 1996 e campeão da temporada 2000 da antiga IRL se inscreveu para a 26ª edição da prova, na qual tentaria a 21ª classificação para o grid.[17] Mas Lazier desistiu de participar da corrida, em decorrência dos danos em seu carro na edição anterior.
- Tristan Gommendy (Schmidt Peterson Motorsports): ex-piloto da GP2 Series e da Champ Car, o francês foi contratado pela SPM para disputar as 500 Milhas em associação com Didier Calmels, um dos proprietários da extinta equipe Larrousse, e pilotaria um terceiro carro que usaria o #77 e pintado com as cores da bandeira de seu país.[18] Porém, a inscrição foi retirada.

## Treino classificatório eBump Day
| Pos.                           | No.                            | Piloto                         | Equipe                                              | Motor                          | Vel.                           |
| Classificados para o Fast Nine | Classificados para o Fast Nine | Classificados para o Fast Nine | Classificados para o Fast Nine                      | Classificados para o Fast Nine | Classificados para o Fast Nine |
| ------------------------------ | ------------------------------ | ------------------------------ | --------------------------------------------------- | ------------------------------ | ------------------------------ |
| 1                              | 3                              | Hélio Castroneves              | Team Penske                                         | Chevrolet                      | 228.919                        |
| 2                              | 20                             | Ed Carpenter                   | Ed Carpenter Racing                                 | Chevrolet                      | 228.692                        |
| 3                              | 22                             | Simon Pagenaud                 | Team Penske                                         | Chevrolet                      | 228.304                        |
| 4                              | 12                             | Will Power                     | Team Penske                                         | Chevrolet                      | 228.194                        |
| 5                              | 18                             | Sébastien Bourdais             | Dale Coyne Racing with Vasser-Sullivan              | Honda                          | 228.090                        |
| 6                              | 21                             | Spencer Pigot                  | Ed Carpenter Racing                                 | Chevrolet                      | 228.052                        |
| 7                              | 1                              | Josef Newgarden                | Team Penske                                         | Chevrolet                      | 228.049                        |
| 8                              | 9                              | Scott Dixon                    | Chip Ganassi Racing                                 | Honda                          | 227.782                        |
| 9                              | 13                             | Danica Patrick                 | Ed Carpenter Racing                                 | Chevrolet                      | 227.610                        |
| Posições 10-33                 |                                |                                |                                                     |                                |                                |
| 10                             | 27                             | Alexander Rossi                | Andretti Autosport                                  | Honda                          | 227.561                        |
| 11                             | 14                             | Tony Kanaan                    | A. J. Foyt Enterprises                              | Chevrolet                      | 227.508                        |
| 12                             | 4                              | Matheus Leist R                | A. J. Foyt Enterprises                              | Chevrolet                      | 227.441                        |
| 13                             | 10                             | Ed Jones                       | Chip Ganassi Racing                                 | Honda                          | 226.995                        |
| 14                             | 28                             | Ryan Hunter-Reay               | Andretti Autosport                                  | Honda                          | 226.952                        |
| 15                             | 29                             | Carlos Muñoz                   | Andretti Autosport                                  | Honda                          | 226.600                        |
| 16                             | 66                             | J. R. Hildebrand               | Dreyer & Reinbold Racing                            | Chevrolet                      | 226.499                        |
| 17                             | 98                             | Marco Andretti                 | Andretti-Herta Autosport com Curb-Agajanian         | Honda                          | 226.154                        |
| 18                             | 7                              | Jay Howard                     | SPM / AFS Racing                                    | Honda                          | 226.098                        |
| 19                             | 24                             | Sage Karam                     | Dreyer & Reinbold Racing                            | Chevrolet                      | 226.065                        |
| 20                             | 6                              | Robert Wickens R               | Schmidt Peterson Motorsports                        | Honda                          | 225.955                        |
| 21                             | 32                             | Kyle Kaiser R                  | Juncos Racing                                       | Chevrolet                      | 225.934                        |
| 22                             | 25                             | Stefan Wilson                  | Andretti Autosport                                  | Honda                          | 225.909                        |
| 23                             | 88                             | Gabby Chaves                   | Harding Racing                                      | Chevrolet                      | 225.808                        |
| 24                             | 26                             | Zach Veach                     | Andretti Autosport                                  | Honda                          | 225.805                        |
| 25                             | 23                             | Charlie Kimball                | Carlin                                              | Chevrolet                      | 225.752                        |
| 26                             | 19                             | Zachary Claman DeMelo R        | Dale Coyne Racing                                   | Honda                          | 225.722                        |
| 27                             | 60                             | Jack Harvey                    | Meyer Shank Racing com Schmidt Peterson Motorsports | Honda                          | 225.720                        |
| 28                             | 59                             | Max Chilton                    | Carlin                                              | Chevrolet                      | 225.666                        |
| 29                             | 30                             | Takuma Sato                    | Rahal Letterman Lanigan Racing                      | Honda                          | 225.513                        |
| 30                             | 15                             | Graham Rahal                   | Rahal Letterman Lanigan Racing                      | Honda                          | 225.407                        |
| 31                             | 64                             | Oriol Servià                   | Scuderia Corsa com RLL                              | Honda                          | 225.007                        |
| 32                             | 17                             | Conor Daly                     | Dale Coyne Racing com Thom Burns Racing             | Honda                          | 224.874                        |
| 33                             | 33                             | James Davison                  | Foyt com Byrd / Hollinger / Belardi                 | Chevrolet                      | 224.798                        |
| Não se classificaram           |                                |                                |                                                     |                                |                                |
| 34                             | 63                             | Pippa Mann                     | Dale Coyne Racing                                   | Honda                          | 223.343                        |
| 35                             | 5                              | James Hinchcliffe              | Schmidt Peterson Motorsports                        | Honda                          | Sem tempo                      |
| OFFICIAL REPORT                |                                |                                |                                                     |                                |                                |

## Pole Day

### Classificação entre 10º e 33º lugares
| Pos.            | No.            | Piloto                  | Equipe                                              | Motor          | Vel.           |
| Posições 10-33  | Posições 10-33 | Posições 10-33          | Posições 10-33                                      | Posições 10-33 | Posições 10-33 |
| --------------- | -------------- | ----------------------- | --------------------------------------------------- | -------------- | -------------- |
| 10              | 14             | Tony Kanaan             | A. J. Foyt Enterprises                              | Chevrolet      | 227.664        |
| 11              | 4              | Matheus Leist R         | A. J. Foyt Enterprises                              | Chevrolet      | 227.571        |
| 12              | 98             | Marco Andretti          | Andretti-Herta Autosport com Curb-Agajanian         | Honda          | 227.288        |
| 13              | 19             | Zachary Claman DeMelo R | Dale Coyne Racing                                   | Honda          | 226.999        |
| 14              | 28             | Ryan Hunter-Reay        | Andretti Autosport                                  | Honda          | 226.788        |
| 15              | 23             | Charlie Kimball         | Carlin                                              | Chevrolet      | 226.657        |
| 16              | 30             | Takuma Sato             | Rahal Letterman Lanigan Racing                      | Honda          | 226.557        |
| 17              | 32             | Kyle Kaiser R           | Juncos Racing                                       | Chevrolet      | 226.398        |
| 18              | 6              | Robert Wickens R        | Schmidt Peterson Motorsports                        | Honda          | 226.296        |
| 19              | 33             | James Davison           | Foyt com Byrd / Hollinger / Belardi                 | Chevrolet      | 226.255        |
| 20              | 59             | Max Chilton             | Carlin                                              | Chevrolet      | 226.212        |
| 21              | 29             | Carlos Muñoz            | Andretti Autosport                                  | Honda          | 226.048        |
| 22              | 88             | Gabby Chaves            | Harding Racing                                      | Chevrolet      | 226.007        |
| 23              | 25             | Stefan Wilson           | Andretti Autosport                                  | Honda          | 225.863        |
| 24              | 24             | Sage Karam              | Dreyer & Reinbold Racing                            | Chevrolet      | 225.823        |
| 25              | 26             | Zach Veach              | Andretti Autosport                                  | Honda          | 225.748        |
| 26              | 64             | Oriol Servià            | Scuderia Corsa com RLL                              | Honda          | 225.699        |
| 27              | 66             | J. R. Hildebrand        | Dreyer & Reinbold Racing                            | Chevrolet      | 225.418        |
| 28              | 7              | Jay Howard              | SPM / AFS Racing                                    | Honda          | 225.388        |
| 29              | 10             | Ed Jones                | Chip Ganassi Racing                                 | Honda          | 225.362        |
| 30              | 15             | Graham Rahal            | Rahal Letterman Lanigan Racing                      | Honda          | 225.327        |
| 31              | 60             | Jack Harvey             | Meyer Shank Racing com Schmidt Peterson Motorsports | Honda          | 225.254        |
| 32              | 27             | Alexander Rossi         | Andretti Autosport                                  | Honda          | 224.935        |
| 33              | 17             | Conor Daly              | Dale Coyne Racing com Tom Burns Racing              | Honda          | 224.429        |
| OFFICIAL REPORT |                |                         |                                                     |                |                |

### Fast nine
| Pos.      | No.       | Piloto             | Equipe                                 | Motor     | Vel.      |
| Fast Nine | Fast Nine | Fast Nine          | Fast Nine                              | Fast Nine | Fast Nine |
| --------- | --------- | ------------------ | -------------------------------------- | --------- | --------- |
| 1         | 20        | Ed Carpenter       | Ed Carpenter Racing                    | Chevrolet | 229.618   |
| 2         | 22        | Simon Pagenaud     | Team Penske                            | Chevrolet | 228.761   |
| 3         | 12        | Will Power         | Team Penske                            | Chevrolet | 228.607   |
| 4         | 1         | Josef Newgarden    | Team Penske                            | Chevrolet | 228.405   |
| 5         | 18        | Sébastien Bourdais | Dale Coyne Racing with Vasser-Sullivan | Honda     | 228.142   |
| 6         | 21        | Spencer Pigot      | Ed Carpenter Racing                    | Chevrolet | 228.107   |
| 7         | 13        | Danica Patrick     | Ed Carpenter Racing                    | Chevrolet | 228.090   |
| 8         | 3         | Hélio Castroneves  | Team Penske                            | Chevrolet | 227.859   |
| 9         | 9         | Scott Dixon        | Chip Ganassi Racing                    | Honda     | 227.262   |

## Gridde largada
(R) = Rookie; (V) = Vencedor das 500 Milhas
| Fila | Abre a fila | Abre a fila               | Meio | Meio                  | Fecha a fila | Fecha a fila       |
| ---- | ----------- | ------------------------- | ---- | --------------------- | ------------ | ------------------ |
| 1    | 20          | Ed Carpenter              | 22   | Simon Pagenaud        | 12           | Will Power         |
| 2    | 1           | Josef Newgarden           | 18   | Sébastien Bourdais    | 21           | Spencer Pigot      |
| 3    | 13          | Danica Patrick            | 3    | Hélio Castroneves (V) | 9            | Scott Dixon (V)    |
| 4    | 14          | Tony Kanaan (V)           | 4    | Matheus Leist (R)     | 98           | Marco Andretti     |
| 5    | 19          | Zachary Claman DeMelo (R) | 28   | Ryan Hunter-Reay (V)  | 23           | Charlie Kimball    |
| 6    | 30          | Takuma Sato (V)           | 32   | Kyle Kaiser (R)       | 6            | Robert Wickens (R) |
| 7    | 33          | James Davison             | 59   | Max Chilton           | 29           | Carlos Muñoz       |
| 8    | 88          | Gabby Chaves              | 25   | Stefan Wilson         | 24           | Sage Karam         |
| 9    | 26          | Zach Veach                | 64   | Oriol Servià          | 66           | J. R. Hildebrand   |
| 10   | 7           | Jay Howard                | 10   | Ed Jones              | 15           | Graham Rahal       |
| 11   | 60          | Jack Harvey               | 27   | Alexander Rossi (V)   | 17           | Conor Daly         |

## Resultado oficial
| Posição            | Número | Piloto                    | Equipe                                            | Motor     | Voltas completadas | Tempo/Abandono    | Pit stops | Classificação | Voltas lideradas | Pontos |
| ------------------ | ------ | ------------------------- | ------------------------------------------------- | --------- | ------------------ | ----------------- | --------- | ------------- | ---------------- | ------ |
| 1                  | 12     | Will Power                | Team Penske                                       | Chevrolet | 200                | 2:59:42.6365      | 5         | 3             | 59               | 108    |
| 2                  | 20     | Ed Carpenter              | Ed Carpenter Racing                               | Chevrolet | 200                | +3.1589           | 5         | 1             | 65               | 92     |
| 3                  | 9      | Scott Dixon (V)           | Chip Ganassi Racing                               | Honda     | 200                | +4.5928           | 5         | 9             | 0                | 71     |
| 4                  | 27     | Alexander Rossi (V)       | Andretti Autosport                                | Honda     | 200                | +5.2237           | 5         | 32            | 1                | 65     |
| 5                  | 28     | Ryan Hunter-Reay (V)      | Andretti Autosport                                | Honda     | 200                | +6.7187           | 5         | 14            | 1                | 61     |
| 6                  | 22     | Simon Pagenaud            | Team Penske                                       | Chevrolet | 200                | +7.2357           | 5         | 2             | 1                | 65     |
| 7                  | 29     | Carlos Muñoz              | Andretti Autosport                                | Honda     | 200                | +7.8377           | 6         | 21            | 4                | 53     |
| 8                  | 1      | Josef Newgarden           | Team Penske                                       | Chevrolet | 200                | +8.6917           | 6         | 4             | 3                | 55     |
| 9                  | 6      | Robert Wickens (R)        | Schmidt Peterson Motorsports                      | Honda     | 200                | +9.3112           | 7         | 18            | 2                | 45     |
| 10                 | 15     | Graham Rahal              | Rahal Letterman Lanigan Racing                    | Honda     | 200                | +11.3368          | 6         | 30            | 12               | 41     |
| 11                 | 66     | J. R. Hildebrand          | Dreyer & Reinbold Racing                          | Chevrolet | 200                | +12.7354          | 6         | 27            | 0                | 38     |
| 12                 | 98     | Marco Andretti            | Andretti-Herta Autosport com Curb-Agajanian       | Honda     | 200                | +14.0745          | 5         | 12            | 0                | 36     |
| 13                 | 4      | Matheus Leist (R)         | A. J. Foyt Enterprises                            | Chevrolet | 200                | +14.7798          | 5         | 11            | 0                | 34     |
| 14                 | 88     | Gabby Chaves              | Harding Racing                                    | Chevrolet | 200                | +15.1173          | 8         | 22            | 0                | 32     |
| 15                 | 25     | Stefan Wilson             | Andretti Autosport                                | Honda     | 200                | +33.6747          | 7         | 23            | 3                | 31     |
| 16                 | 60     | Jack Harvey               | Meyer Shank Racing com Schmidt Peterson           | Honda     | 200                | +34.7970          | 6         | 31            | 0                | 28     |
| 17                 | 64     | Oriol Servià              | Scuderia Corsa com RLL                            | Honda     | 200                | +38.2325          | 6         | 26            | 16               | 27     |
| 18                 | 23     | Charlie Kimball           | Carlin                                            | Chevrolet | 200                | +41.5146          | 8         | 15            | 0                | 24     |
| 19                 | 19     | Zachary Claman DeMelo (R) | Dale Coyne Racing                                 | Honda     | 199                | +1 volta          | 6         | 13            | 7                | 23     |
| 20                 | 21     | Spencer Pigot             | Ed Carpenter Racing                               | Chevrolet | 199                | +1 volta          | 8         | 6             | 3                | 25     |
| 21                 | 17     | Conor Daly                | Dale Coyne Racing com Thom Burns Racing           | Honda     | 199                | +1 volta          | 9         | 33            | 0                | 18     |
| 22                 | 59     | Max Chilton               | Carlin                                            | Chevrolet | 198                | +2 voltas         | 10        | 20            | 0                | 16     |
| 23                 | 26     | Zach Veach                | Andretti Autosport                                | Honda     | 198                | +2 voltas         | 10        | 25            | 0                | 14     |
| 24                 | 7      | Jay Howard                | Schmidt Peterson Motorsports/AFS Racing           | Honda     | 193                | +7 voltas         | 10        | 28            | 0                | 12     |
| 25                 | 14     | Tony Kanaan (V)           | A. J. Foyt Enterprises                            | Chevrolet | 187                | Crash             | 7         | 10            | 19               | 11     |
| 26                 | 24     | Sage Karam                | Dreyer & Reinbold Racing                          | Chevrolet | 154                | Batida            | 4         | 24            | 0                | 10     |
| 27                 | 3      | Hélio Castroneves (V)     | Team Penske                                       | Chevrolet | 145                | Batida            | 4         | 8             | 0                | 12     |
| 28                 | 18     | Sébastien Bourdais        | Dale Coyne Racing with Vasser-Sullivan            | Honda     | 137                | Batida            | 4         | 5             | 4                | 16     |
| 29                 | 32     | Kyle Kaiser (R)           | Juncos Racing                                     | Chevrolet | 110                | Problema mecânico | 6         | 17            | 0                | 10     |
| 30                 | 13     | Danica Patrick            | Ed Carpenter Racing                               | Chevrolet | 67                 | Batida            | 2         | 7             | 0                | 13     |
| 31                 | 10     | Ed Jones                  | Chip Ganassi Racing                               | Honda     | 57                 | Batida            | 2         | 29            | 0                | 10     |
| 32                 | 30     | Takuma Sato (W)           | Rahal Letterman Lanigan Racing                    | Honda     | 46                 | Batida            | 1         | 16            | 0                | 10     |
| 33                 | 33     | James Davison             | A. J. Foyt Enterprises com Byrd/Hollinger/Belardi | Chevrolet | 45                 | Batida            | 1         | 19            | 0                | 10     |
| OFFICIAL BOX SCORE |        |                           |                                                   |           |                    |                   |           |               |                  |        |